# الخطوط الجوية الجنوبية رحلة 242
الخطوط الجوية الجنوبية الرحلة 242 هي رحلة طيران من مسل شولس إلي أتلانتا عبر هنتسفيل في 4 أبريل 1977 وكانت تحمل علي متنها 81 راكبا و4 من أفراد الطاقم وكانت من طراز ماكدونل دوغلاس دي سي 9-31 وواجهت الطائرة عاصفة رعدية كانت تضرب في ذلك الوقت خمس ولايات أمريكية ومن بينها ولاية جورجيا وواجهت الطائرة مشكلة كبيرة وهو البرد والأمطار قد عطلت محركي الطائرة واستطاع الطاقم رؤية الطريق السريع رقم 92 بين أتلانتا ونيوهوب وبعد تحطم الطائرة مات 72 شخصا (من بينهم 9 شخصا على الأرض) وقد نجا 22 شخصا من الحادث وقبل الهبوط أصطدم طرف الجناح الأيسر بستة أشجار وبعد الهبوط أصطدمت بثلاث أعمدة كهربائية ثم أرتفعت بإقل من نصف متر وأصطدمت بثلاث أعمدة كهربائية آخري وقبل الأصطدام بالعمود السادس أصطدمت بسيارة فيها 7 أشخاص وخزاناي وقود وبعدها أنحرفت إلي الجهة الأيسر وأصطدمت بحافة أربعة أشجار وتوقف الحطام في الباحة الأمامية لمنزلان وشخصان علي الأرض ماتوا في المحل بانفجار الخزانان المحطمتان وقبل التحطم كان الطاقم قد قام بانعطاف 180 درجة غربا مما إدي إلي خسارة دقائق طيران ثمينة.

## المطارات الأقرب
- 1.قاعدة دوبينز الجوية قاعدة جوية عسكرية تابعة للقوات الجوية الأمريكية تخدم مدينة ماريتا كانت تبعد مسافة 12 كم ونصف عن وسط مدينة أتلانتا وكانت تمتلك مدرجان الأولي تبلغ 3,048 متر والثانية تبلغ 1,067 متر.
- 2.مطار كارترزفيل مطار تابع لإدارة الطيران الفيدرالية ويستخدم مدرج طوله 1,756 متر وتبعد 20 كم عن وسط مدينة أتلانتا.
- 3.مطار مقاطعة بولك (المعروفة سابقا بميدان كورنيليوس مور) كانت تخدم مدينة كيدرتون وموقعها بين مدينتي كيدرتون وروكمارت ومدرجها الوحيد 10L\28R يبلغ طولها 1,219 متر وتبعد 28 كم ونصف عن وسط مدينة أتلانتا كان أحد ركاب الرحلة 242 دون فوستر يعرف ذلك المطار جيدآ.

## إعصاربرمنغهامبولايةألابامابين 4 و5 أبريل 1977
إعصار قمعي قد قتل 118 شخصا من بينهم ركاب وطاقم الرحلة 242 ولكن حبات البرد كانت السبب وراء تحطم الطائرة وجرح 148 شخصا من بينهم ركاب وطاقم الرحلة 242 الناجين وتسبب بإضرار قيمتها 75 مليون دولار من بينهم خسارة لطائرة الرحلة 242 المقدرة بخمسين مليون دولار.

## روابط خارجية
- ASN accident record
- AOPA Air Safety Foundation narrative (including cockpit voice recorder transcripts)
- Pre-accident photo of accident aircraft N1335U on ASN
- Another photo of N1335U
- Coley، Will (24 يناير 2014). "Southern Flight 242: Bringing My Father Home". Transom. مؤرشف من الأصل في 2014-02-09.